# Vialonga
Vialonga és una freguesia portuguesa del concelho de Vila Franca de Xira, amb 17,52 km² de superfície i 15.471 habitants (2001). La seva densitat de població és de 883,0 hab/km².